# Anisogaster seriatoporus
Anisogaster seriatoporus är en skalbaggsart som beskrevs av Leon Fairmaire 1896. Anisogaster seriatoporus ingår i släktet Anisogaster och familjen långhorningar.
Artens utbredningsområde är Madagaskar. Inga underarter finns listade i Catalogue of Life.